# Annunciazione (Lorenzo di Credi)
L'Annunciazione è un dipinto a olio su tavola (88x71 cm) di Lorenzo di Credi, databile al 1480-1485 circa e conservato nella Galleria degli Uffizi a Firenze.

## Storia
L'opera faceva parte delle collezioni del cardinale Leopoldo de' Medici almeno dal 1675 ed entrò in Galleria nel 1798. Ignota è la destinazione originaria dell'opera, non citata nemmeno da Vasari.

## Descrizione e stile
In una stanza dall'ordinata architettura classica, aperta su un luminoso paesaggio, l'Angelo entra da una porta sulla sinistra e sorprende Maria, che stava leggendo da un alto leggio lì vicino.
Le figure stagliano chiarissime sulle membrature architettoniche scure, con un maggiore contrasto rispetto ai colori cristallini del paesaggio. Ciò che colpisce è l'equilibratissima struttura dell'opera, con la triplice arcata al centro aperta a sua volta su un loggiato. Le aperture sono intervallate da pilastri decorati da ricchi rilievi all'antica, i quali reggono un fregio, pure ornato, oltre il quale sta una fila di lunette con oculi aperti sul paesaggio, divise da doppie lesene. La molteplicità delle fonti luminose (dallo sfondo e da sinistra) rimanda agli esempi fiamminghi, recepiti anche da Leonardo da Vinci che fu collega di bottega di Lorenzo sotto il maestro comune Verrocchio.

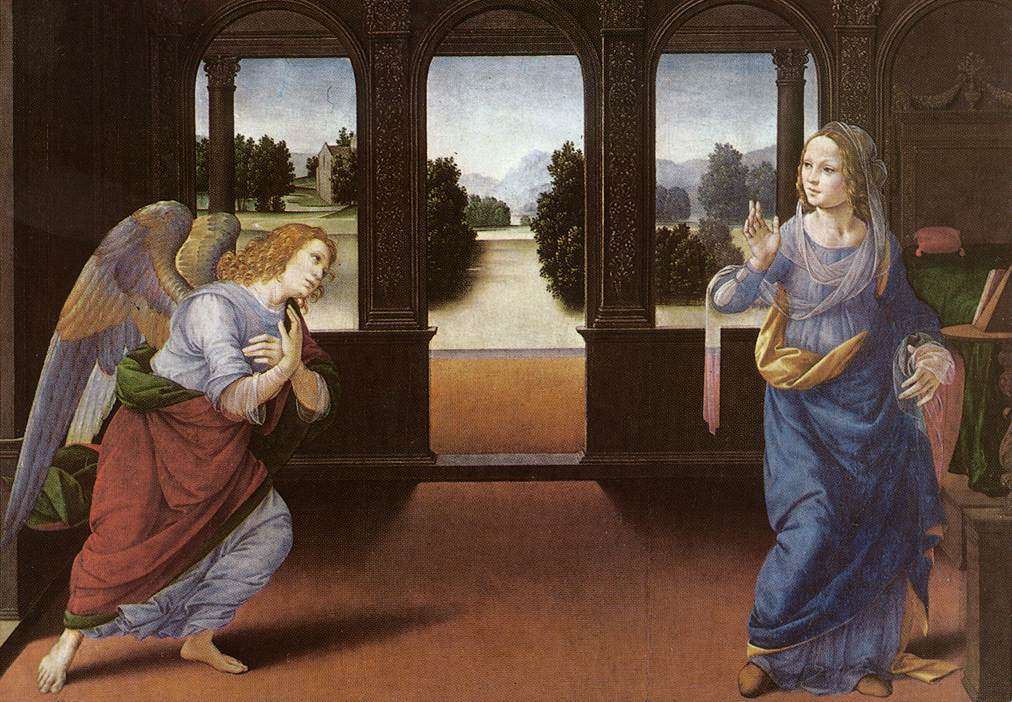
Dettaglio

All'armoniosa architettura corrisponde il viale alberato al centro, perfettamente simmetrico, che dà su un paesaggio sereno e immoto, con una chiesetta a sinistra. La veduta presenta alcune incertezze nella padronanza della prospettiva aerea: il brano di paesaggio a sinistra sembra avere un orizzonte più alto, mentre quello a destra è eccessivamente sfumato dalla foschia rispetto agli altri.
Le figure in primo piano sono intonate ai medesimi toni chiari e armoniosi dell'insieme: l'Angelo ha una veste rossa dai risvolti verdi e una tunica azzurrina, con le ali dal piumaggio che sfuma delicatamente dal rosso al violetto; la Vergine ha il tipico mantello azzurro con fodera rossa ed indossa veli trasparenti che creano anche effetti particolarmente singolari, come il lembo che pende dal braccio sinistro e che assomiglia a un vetro trasparente che mostra il pavimento della loggia. Si tratta di una sperimentazione ottica sull'irradiazione della luce che ben si adatta al clima sperimentale della cerchia leonardesca. Agli azzurri si legano con un armonioso concerto di toni il rosso del cotto del pavimento e il giallo chiaro del terreno nel paesaggio, con i verdi della vegetazione e il blu-violetto del cielo.
Dalla tavola si evince come Lorenzo, rispetto a Leonardo, non desse alla composizione quel legante atmosferico che immerge le figure nel paesaggio, come se circolasse realmente l'aria: i protagonisti infatti sembrano semplicemente giustapposti alla scenografia, come sagome raffinatissime ma artificiose.
La parte inferiore della tavola è decorata come una finta predella a monocromo, come bassorilievi illusori. Le tre tavolette dipinte mostrano scene della Genesi, tipicamente accostate all'Annunciazione. Da sinistra si vedono la Creazione di Eva, il Peccato originale e la Cacciata dal paradiso terrestre, intervallate da pilastrini decorati con vasi, fiori e scudi araldici con aquile: questi ultimi sono l'unico indizio per risalire alla probabile committenza originaria.